# Mitch Mullany
Mitch Mullany (* 20. September 1968 in Oakland, Kalifornien; † 25. Mai 2008 in Los Angeles, Kalifornien) war ein US-amerikanischer Stand-up-Comedian und Schauspieler.

## Leben
Mit 19 Jahren begann Mitch Mullanys Karriere als Stand-up-Comedian. Zunächst tingelte er durch die Klubs in Oakland. Nach einem Umzug nach San Francisco trat er in diversen Fernsehshows wie MTV’s Half Hour Comedy Show, Evening at the Improv und Showtime at the Apollo auf. Fünf Jahre zog er mit neuem Programm durch die Vereinigten Staaten. Sein Fernsehdebüt erfolgte 1995 in der Weihnachtsepisode von Echt super, Mr. Cooper. Dann trat er in vier Episoden der Wayans Bros. Show auf. Dort spielte er White Mike, einen weißen Nachbarn, der unbedingt „schwarz“ werden wollte.
So erhielt er die Möglichkeit, seine eigene Show Nick Freno: Licensed Teacher auf The WB zu machen. Die Serie lief zwei Staffeln lang (1996–1998) mit insgesamt 43 Episoden.
1999 entstand der Film The Breaks, der von Artisan Entertainment veröffentlicht wurde. Mullany schrieb das Drehbuch und wirkte auch selbst mit. Regie führte Eric Meza. 2002 hatte er eine Nebenrolle in Super süß und super sexy, danach trat er als Moderator der ABC-Reality-TV-Serie All American Girl auf.
2008 verstarb Mullany an einem diabetesbedingten Schlaganfall.

## Filmografie (Auswahl)
- 1995–1996: The Wayans Bros. (Serie)
- 1996–1998: Nick Freno: Licensed Teacher (Serie)
- 1999: The Breaks
- 2002: Super süß und super sexy
- 2003: All American Girl (Serie)